# سيارة ملاءمة

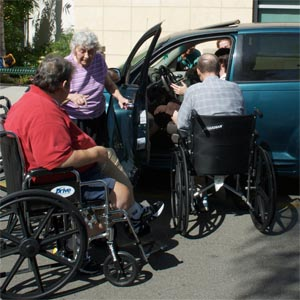
المشاركون في مؤتمر مؤسسة المساعدة المتبادلة للبتر يفحصون أدوات التحكم اليدوية.

السيارة المُلاءَمة أو المُكيفة (بالإنجليزية: Adapted automobile) هي سيارة عدلوها لسهولة استخدامهاللأشخاص ذوي الإعاقة. حيث يمكن تكييف السيارات سواء كانت سيارات أو شاحنات صغيرة لتناسب مجموعة من الإعاقات الجسدية.

## أدوات التحكم اليدوية

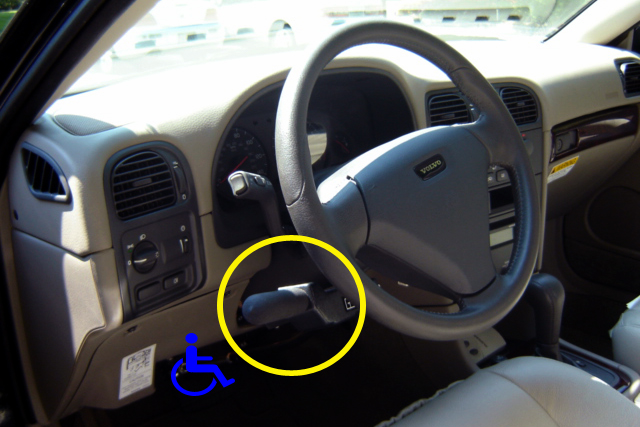
شريط التحكم باليد اليسرى (جهاز يعمل باليد) للسماح للشخص المعاق بقيادة سيارة أوتوماتيكية دون استخدام قدميه.

يمكن رفع دواسات القدم أو نقلها (على سبيل المثال تبديلها لاستخدامها بواسطة الساق المقابلة) أو استبدالها بأجهزة يمكن التحكم فيها باليد. ويتكون الشكل الشائع للتحكم اليدوي من مقبض دفع وسحب مثبت أسفل ويبرز إلى جانب غطاء عجلة القيادة. كما يتصل الشريط عن طريق رافعات بدواستي الوقود والفرامل ويقومون بتدويره عادةً بحيث يؤدي الدفع إلى تطبيق دواسة الوقود بينما يؤدي السحب إلى تطبيق الفرامل. نظرًا لعدم وجود إمكانية لتشغيل دواسة القابض فيجب عمومًا استخدام أدوات التحكم اليدوية في السيارات ذات ناقل الحركة الأوتوماتيكي. وأحد الاستثناءات هو نظام القابض شبه الأوتوماتيكي غويدوسيمبلكس سنكرو درايف إلى جانب مسرع الحلقة العلوية/السفلية والفرامل التي يُتحكم فيها يدويًا ويمكن تعديل السيارة ذات علبة التروس اليدوية. مع تشغيل يد واحدة بطريقة مستمرة للتحكم في أدوات التحكم اليدوية عادةً ستُزود عجلة القيادة بمقبض توجيه للسماح بالاستخدام بيد واحدة. ويمكن أيضًا توصيل التركيبات الأكثر تعقيدًا بالدوائر الإلكترونية للمركبة لوضع المؤشرات والمفاتيح الأخرى في متناول السائق بسهولة دون الحاجة إلى تحرير أدوات التحكم اليدوية أو مقبض التوجيه. كما من الممكن تركيب لوحة حماية لمنع الاتصال غير المقصود بين أقدام السائق والدواسات. ويمكن أيضًا تركيب رافعات تمديد أو مقابض مُعدَّلة على فرامل الانتظار للسماح للسائق ذي القوة المحدودة في اليد أو الذراع بتطبيقها.
يمكن تخصيص التعديلات بصفة فردية وفي التعديلات الأكثر شمولاً قد تستبدل الدواسات التقليدية وعجلة القيادة بالكامل بوحدة تحكم عصا التحكم أو بعجلة قيادة صغيرة ثانوية تتكيف مع المستخدمين الذين لديهم قبضة مقيدة و/أو حركة ذراع. كما يمكن أيضًا تعديل مقابض التوجيه للمستخدمين الذين لديهم قبضة مقيدة باستخدام قبضة رباعية ثلاثية الأطراف أو للمستخدمين الذين لديهم خطاف اصطناعي.
قد تكون هناك حاجة أيضًا إلى تعديلات مريحة مثل إعادة وضع المرايا وتكييف المقاعد وقد تجهز بعض المركبات الأكبر حجمًا للسماح بقيادتها مباشرة من الكرسي المتحرك.

## إمكانية الوصول للكراسي المتحركة وأجهزة التنقل

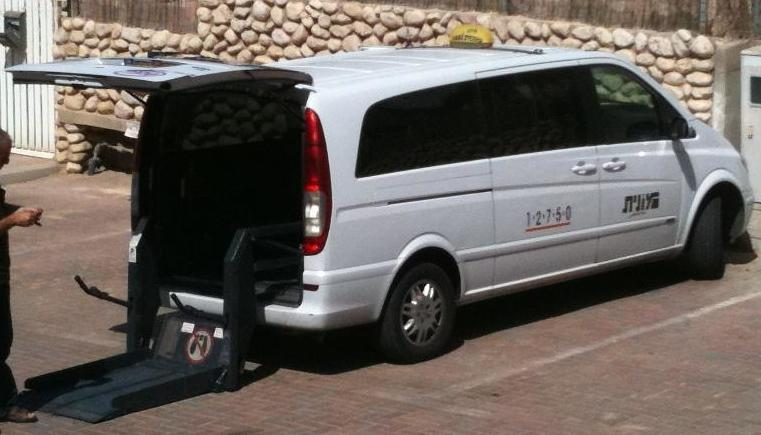
سيارة أجرة مُجهزة للكراسي المتحركة مع منحدر مُمتد

لا تجهز المركبات القياسية للوصول إلى الكراسي المتحركة أو الأجهزة المتحركة مما يترك لمستخدمي الأجهزة المتحركة خيار الانتقال من جهاز الحركة الخاص بهم أو شراء مركبة ملائمة للوصول إلى جهاز الحركة عبر مصعد أو منحدر ويشار إليها عادةً باسم مركبة يمكن الوصول إليها بالكراسي المتحركة (دبليو إيه في). ويمكن تعديل مجموعة من المركبات لتناسب المصعد أو المنحدر جنبًا إلى جنب مع القيود المناسبة لتأمين جهاز التنقل إذا لزم الأمر. حيث سيقوم بعض مستخدمي أجهزة التنقل إما بالانتقال مباشرة من جهاز التنقل الخاص بهم إلى السيارة باستخدام المصعد أو قد يتمكنون من القيام بالانتقال أثناء الوقوف. كما قد يتمكن البعض من قطع المسافة بين صندوق السيارة وأبوابها سيرًا على الأقدام. وقد يتمكن البعض من قيادة السيارة وهم على كرسيهم المتحرك. على أية حال قد لا تزال هناك حاجة إلى وضع جهاز التنقل الخاص بهم داخل السيارة أو عليها. وفي حين أن بعض المستخدمين قادرين على رفع جهاز التنقل الخاص بهم إلى داخل السيارة يدويًا وتخزينه إما في صندوق السيارة أو على مقعد الراكب الأمامي أو خلف المقاعد الأمامية فقد يحتاج آخرون إلى مساعدة رافعة لرفعه إلى داخل السيارة أو على السطح أو على مقطورة خلف السيارة.

## التمويل (المملكة المتحدة)
وبوجه عام كلما كانت الإعاقة محدودة كلما كانت تكلفة التكيف اللازم للمركبة أعلى. وتتوفر المساعدة المالية عن طريق بعض المنظمات مثل موتبيليتي في المملكة المتحدة والتي تتطلب مساهمة من المؤجر المحتمل للسيارة كما يوجد لدى موتبيليتي فريق منح قد يكون قادرًا على المساعدة في الودائع الأولية و/أو تكاليف التكيف. كما توفر شركة موتبيليتي المركبات للإيجار للمستخدمين ذوي الإعاقة الذين يتلقون مكون التنقل بمعدل أعلى من بدل المعيشة للإعاقة (دي أل إيه) أو خليفته مدفوعات الاستقلال الشخصي (بيه آي بيه). إذا احتاج موظف مقيم في المملكة المتحدة يعاني من إعاقة إلى سيارة مخصصة للاستخدام في العمل فمن المحتمل أن يُعتبر هذا سببًا لـ "تعديل معقول" بواسطة صاحب العمل وفقًا لقانون المساواة لعام 2010. وفي هذه الحالة تقع مسؤولية تمويل التكيف إما على عاتق صاحب العمل أو ربما يغطوها بناءً على مخطط الوصول إلى العمل الذي تديره الحكومة. ويعد مخطط موتبيليتي فريدًا من نوعه في المملكة المتحدة ولا يكرر في أي مكان آخر في العالم.
يجب على الأشخاص ذوي الإعاقة الذين لا يستطيعون الوصول إلى مخططات الشراء المدعومة أن يدفعوا عمومًا تكاليف تعديل مركباتهم الخاصة. وسوف يؤدي هذا إلى زيادة كبيرة في تكلفة السيارة وخاصة أن التعديلات تتطلب عموماً شراء طراز أوتوماتيكي أكثر تكلفة بدلاً من طراز بناقل حركة يدوي وهو ما قد يقيد الاختيار إلى نطاقات أكثر تكلفة كما قد تتطلب السيارة مساحة كافية لاستيعاب الكرسي المتحرك في صندوق السيارة أو في موضع السائق. وفي حالة السيارة المستعملة فإن تكلفة التعديلات النموذجية قد تتجاوز قيمة السيارة. كما قد يؤثر تعديل السيارة سلبًا على قيمتها عند إعادة بيعها حيث تعتبر التعديلات غير جذابة للمستخدمين غير ذوي الإعاقة وفي حالة السيارة ذات القيمة المنخفضة قد تصبح في بعض الأحيان بلا قيمة.

## الإيجار
إن التحدي الذي يواجه السائقين ذوي الإعاقة الحركية هو استئجار سيارة أثناء سفرهم. ويمكن للمنظمات المتخصصة في السياحة التكيفية أن تساعدك في العثور على مركبة عندما يكون ذلك ممكناً. ففي نيوزيلندا إنيبل تورزيم هي منظمة تساعد السائقين ذوي الإعاقة في العثور على شركات تأجير السيارات التي تقدم سيارات أو شاحنات صغيرة مخصصة. وفي فرنسا تتوفر سيارات معدلة مع أدوات تحكم يدوية من شركات تأجير السيارات الرائدة ومع ذلك فمن المستحسن للسائقين ذوي الإعاقة حجز السيارة قبل السفر بوقت كافٍ. كما تتوفر أيضًا العديد من التصميمات للتحكم اليدوي المحمول بالدفع والسحب والتي يمكن توصيلها بسرعة بمركبة جديدة عن طريق تثبيت المشابك على الدواسات ومع ذلك قد لا تكون هذه مناسبة للسائقين الذين لديهم متطلبات أكثر شمولاً.

## روابط خارجية
- حلول إمكانية الوصول إلى المركبات من براونابيليتي العالمية
- نظام Paravan Space Drive، القيادة بواسطة عصا التحكم والعديد من عناصر التحكم الأخرى.
- أدوات التحكم اليدوية "GUIDOSIMPLEX" ونظام القابض شبه الأوتوماتيكي Syncro Drive
- طقم التحكم باليد للمعاقين .
- أدوات التحكم اليدوية في كاروسبيد
- أدوات التحكم اليدوية من فيجل
- سيارة كينجورو: رحلة سريعة لذوي الاحتياجات الخاصة
- السلامة نسخة محفوظة 2014-05-20 على موقع واي باك مشين.
- تخزين الكراسي المتحركة
- أنظمة تخزين الكراسي المتحركة